# Запис Љубисављевића храст (Плажане)
Запис Љубисављевића храст (Плажане) се налази на парцели чији је власник Љубисављевић Веселин.

## Локација
| Општина             | Деспотовац                                                       |
| Катастарска општина | Плажане                                                          |
| Потес               | Јованово брдо                                                    |
| Координате          | 44° 08′ 30″ С; 21° 25′ 21″ И / 44.141599999999997° С; 21.4224° И |
| Надморска висина    | 240m                                                             |

## Карактеристике
Дендрометријске вредности утврђене на терену и сателитским снимцима:
| Стабло                     | Храст |
| Висина стабла              | m     |
| Обим дебла                 | m     |
| Пречник крошње             | 24m   |
| Пречник дебла              | m     |
| Висина дебла до прве гране | m     |

## База записа
Запис је у оквиру Викимедија пројекта "Запис - Свето дрво" заведен под редним бројем 0440.